# 中川久貴
中川 久貴（なかがわ ひさたか）は、豊後国岡藩の第10代藩主。

## 生涯
天明7年（1787年）4月2日、大和郡山藩主・柳沢保光の五男として江戸で生まれる。寛政10年（1798年）11月29日、岡藩第9代藩主・中川久持の末期養子として家督を継いだ。享和元年（1801年）9月15日、将軍徳川家斉に拝謁した。同年12月16日、従五位下・修理大夫に叙任する。
文化元年（1804年）に豊後一国の地誌である『豊後国誌』を編纂して幕府に献納し、岡藩の学問水準の高さを知らしめている。文化4年（1807年）からは横山甚助による藩財政再建を中心とした「新法改革」が実施されたが、専売制や領民に対する重税のために反感を買い、文化8年（1811年）には岡藩において大規模な一揆が発生する。しかもこの一揆は臼杵藩や府内藩にも飛び火した。このため、久貴は農民の要求を受け入れ、横山を罷免することで文化9年（1812年）に一揆を鎮めている。
久貴には実子がいたが、正室の満から娘の絢に婿を娶らせて藩主とするよう強要され、譜代大名の名門である井伊家から久教を養子として迎えて、文化12年（1815年）6月に家督を譲って隠居した。
文政7年（1824年）10月20日に死去した。享年38。

## 系譜
- 父：柳沢保光（1753年 - 1817年）
- 母：小林氏
- 養父：中川久持（1776年 - 1798年）
- 正室：満 - 松平信明の養女、杉浦正直の娘
  - 女子：絢 - 中川久教正室
- 側室：佐柄木氏
  - 長男：中川久利
  - 次男：中川久祐
  - 三男：中川栄之進
  - 女子：貴 - 岡部長和正室
  - 男子：中川忠之助
  - 男子：中川孝之助
- 養子
  - 男子：中川久教（1800年 - 1840年） - 井伊直中の七男